# Davor Vugrinec
Davor Vugrinec (ur. 24 marca 1975 w Varaždinie) – piłkarz chorwacki grający na pozycji napastnika.

## Kariera klubowa
Vugrinec pochodzi z Varaždina i tam też zaczynał swoją piłkarską karierę w klubie NK Varteks, w barwach którego zadebiutował już w 1993 roku. Co prawda wchodził tylko na ostatnie minuty meczów końcowej fazy sezonu, ale zdołał w swoim debiutanckim sezonie zdobyć bramkę. W sezonie 1993/1994 Vugrinec stał się objawieniem roku w lidze chorwackiej. Zdobył aż 16 bramek w ekstraklasie, jako młody zaledwie 18-letni zawodnik, co pomogło Varteksowi w zajęciu 5. miejsca w lidze. W kolejnych sezonach w klubie z Varaždina Vugrinec trafiał regularnie do siatki przeciwników, zdobywając kolejno 8 bramek (1994/1995), 17 bramek (1995/1996) i 13 bramek (1996/1997). Jedynie jego drużyna nie zawsze umiała się dostosować i zazwyczaj zajmowała miejsce 5. lub 6. w ligowej tabeli, jedynie w sezonie 1995/1996 zajmując miejsce na najniższym stopniu podium.
Vugrinec nie mógł więcej osiągnąć z zespołem Varteksu i latem 1997 skorzystał z oferty tureckiego Trabzonsporu SK. W drużynie z Trabzonu wiodło mu się całkiem nieźle. W pierwszym jego sezonie w tureckiej lidze zdobył 12 bramek, tym samym pomagając Trabzonsporowi w zajęciu 3. miejsca w końcowej tabeli i awansie do Pucharu UEFA. W sezonie 1998/1999 Davor ponownie uzyskał 12 goli dla swojej drużyny. Jednak tamten sezon dla całej drużyny Trabzonsporu był dużo gorszy niż poprzedni. Drużyna skończyła sezon na 4. miejscu, a z Pucharu UEFA odpadła już po pierwszej rundzie doznając klęski z Wisłą Kraków 1:5 i 1:2. Sezon 1999/2000 był dla Vugrinca nieudany. Prześladowały go kontuzje, które przyczyniły się do tego, iż nie zawsze miał miejsce w podstawowym składzie. Odbiło się to na jego dorobku strzeleckim – Davor zdobył tylko 4 gole w 20 meczach. Tak słaby sezon nie przeszkodził jednak w transferze do klubu włoskiej Serie A US Lecce. Tam Vugrinec spędził 2,5 roku, zaliczając w sezonie 2001/2002 spadek do Serie B, a ogółem dla drużyny Lecce zdobył 19 bramek W Serie B nie grał zbyt długo gdyż po rundzie jesiennej sezonu 2002/2003 odszedł do pierwszoligowej Atalanty BC. Pobyt w Bergamo był dla Davora szczególnie nieudany. Przez półtora roku nie potrafił się przełamać i ani razu nie zdobył gola dla tej drużyny w Serie A i w lipcu 2004 bez żalu oddano go do drugoligowego wówczas zespołu Calcio Catania. Tam także nie zaliczył olśniewającego sezonu i zdobył tylko 2 bramki, a Catania zajęła miejsce w środku tabeli (dwunaste).
Po 5 latach pobytu we Włoszech, Vugrinec powrócił do ojczyzny i latem 2005 roku podpisał kontrakt z klubem NK Rijeka. W barwach klubu z tego nadmorskiego miasta odbudował formę i zaliczył całkiem udany sezon. Razem z klubowym kolegą Ahmedem Sharbinim, z 15 bramkami na koncie został najlepszym strzelcem zespołu, a Rijeka została wicemistrzem Chorwacji. Jeszcze większy sukces klub ten osiągnął w Pucharze Chorwacji, do zdobycia którego znacznie przyczynił się właśnie Vugrinec zdobywając decydującego gola w rewanżu. Pierwszy mecz w Varaždinie Rijeka przegrała z Varteksem 1:5, ale na własnym stadionie wygrała 4:0 i dzięki golom zdobytym na wyjeździe zdobyła puchar. Ten sezon spowodował, iż zainteresowało się nim Dinamo Zagrzeb i już w czerwcu 2006 trafił do klubu ze stolicy kraju. Oficjalny debiut w stołecznym zespole zaliczył 19 lipca w Superpucharze Chorwacji w meczu przeciwko swojemu poprzedniemu zespołowi, NK Rijece. Vugrinec zaliczył 2 asysty, a Dinamo zdobyło to trofeum wygrywając 4:1. Swoje pierwsze bramki dla Dinama zdobył podczas meczów kwalifikacyjnych do Ligi Mistrzów w meczach przeciwko litewskiemu Ekranasowi Poniewież. Natomiast swojego pierwszego gola ligowego zdobył w meczu przeciw NK Slaven Belupo. Jednak zaraz potem doznał kontuzji, ale zdołał się wykurować na kolejną rundę eliminacyjną Ligi Mistrzów na mecz z Arsenalem Londyn. Jednak w meczu z "Kanonierami" odnowiła mu się kontuzja i w rewanżu (przegranym 1:2) już nie zagrał, podobnie jak w trzech kolejnych kolejkach ligowych. W 2007 i 2008 roku został mistrzem Chorwacji.
| Sezon   | Klub           | Kraj      | Rozgrywki                      | Mecze | Bramki |
| ------- | -------------- | --------- | ------------------------------ | ----- | ------ |
| 1992/93 | NK Varteks     | Chorwacja | Prva HNL                       | 5     | 1      |
| 1993/94 | NK Varteks     | Chorwacja | Prva HNL                       | 33    | 16     |
| 1994/95 | NK Varteks     | Chorwacja | Prva HNL                       | 27    | 8      |
| 1995/96 | NK Varteks     | Chorwacja | Prva HNL                       | 31    | 17     |
| 1996/97 | NK Varteks     | Chorwacja | Prva HNL                       | 27    | 13     |
| 1997/98 | Trabzonspor SK | Turcja    | Turecka Superliga Piłkarska    | 30    | 12     |
| 1998/99 | Trabzonspor SK | Turcja    | Turecka Superliga Piłkarska    | 28    | 12     |
| 1999/00 | Trabzonspor SK | Turcja    | Turecka Superliga Piłkarska    | 27    | 5      |
| 2000/01 | US Lecce       | Włochy    | Serie A                        | 34    | 11     |
| 2001/02 | US Lecce       | Włochy    | Serie A                        | 29    | 7      |
| 2002/03 | US Lecce       | Włochy    | Serie B                        | 8     | 1      |
| 2002/03 | Atalanta BC    | Włochy    | Serie A                        | 15    | 0      |
| 2003/04 | Atalanta BC    | Włochy    | Serie A                        | 15    | 0      |
| 2004/05 | Calcio Catania | Włochy    | Serie B                        | 20    | 2      |
| 2005/06 | NK Rijeka      | Chorwacja | Prva HNL                       | 23    | 15     |
| 2006/07 | Dinamo Zagrzeb | Chorwacja | Prva HNL                       | 21    | 12     |
| 2007/08 | Dinamo Zagrzeb | Chorwacja | Prva HNL                       | 13    | 4      |
| 2008/09 | NK Zagrzeb     | Chorwacja | Prva HNL                       | 29    | 11     |
| 2009/10 | NK Zagrzeb     | Chorwacja | Prva HNL                       | 26    | 18     |
| 2010/11 | NK Varaždin    | Chorwacja | Prva HNL                       | 24    | 6      |
| 2011/12 | NK Varaždin    | Chorwacja | Prva HNL                       | 16    | 2      |
| 2011/12 | Slaven Belupo  | Chorwacja | Prva HNL                       | 7     | 4      |
| 2012/13 | Slaven Belupo  | Chorwacja | Prva HNL                       | 19    | 8      |
|         |                |           | Łącznie w Prva HNL             | 301   | 135    |
|         |                |           | Łącznie w Tureckiej Superlidze | 85    | 29     |
|         |                |           | Łącznie w Serie A              | 93    | 18     |

## Kariera reprezentacyjna
W reprezentacji Chorwacji Vugrinec zadebiutował 10 kwietnia 1996 roku w wygranym 4:1 meczu z reprezentacją Węgier. Jednak na swój kolejny mecz w reprezentacji musiał czekać aż 2 lata. Wrócił do kadry 10 października 1998 roku na mecz kwalifikacyjny do Euro 2000 przeciwko reprezentacji Malty. Na boisko wszedł w 16 minucie meczu zastępując kontuzjowanego Juricę Vučko i w drugiej połowie zdobył 2 bramki doprowadzając Chorwatów do zwycięstwa 4:1, pomimo tego, że do przerwy Maltańczycy prowadzili 1:0. Do czasu meczu z Maltą Vugrinec zaliczył 2 występy w chorwackiej kadrze B i zdobył w niech jednego gola. W 2000 roku w końcu stał się podstawowym zawodnikiem narodowej drużyny i wystąpił w 7 na 8 możliwych meczów kwalifikacyjnych do finałów MŚ 2002. W meczach tych strzelił 2 bramki – Łotwie oraz San Marino. Natomiast na Mistrzostwach Świata wystąpił w 2 meczach grupowych, jednak Chorwaci odpadli z finałów już po fazie grupowej. W meczu przeciwko Włochom rozegrał bezbarwne 57 minut meczu, natomiast w meczu z Ekwadorem wszedł na boisko w 52 minucie i także nie wyróżnił się niczym szczególnym. Po mistrzostwach Vugrinec grał w kadrze mało i na boisku pojawił się w jednym towarzyskim meczu oraz w dwóch eliminacyjnych do Euro 2004 i wypadł z obiegu na blisko 3 lata. Do kadry powrócił dopiero w styczniu 2006 roku na towarzyski Puchar Carlsberga w Hongkongu, na którym zaliczył 2 mecze. Jednak ostatecznie nie został powołany przez Zlatko Kranjčara na finały Mistrzostw Świata w Niemczech.